# NOTAR
NOTAR (ang. No Tail Rotor - brez repnega rotorja) je sistem na helikopterju, ki nevtralizira obračalni moment glavnega rotorja brez uporabe repnega rotorja. Repni rotor je nadomeščen z zračnimi šobami, skozi katere izhaja zrak, ki nasprotuje momentu rotorja. Sistem je razvil McDonnell Douglas Helicopter Systems (ki je prevzel Hughes Helicopters) in prispeva k zmanjšanju hrupa helikopterja, poleg tega pa izboljša tudi varnost.

## Galerija
- Sestavni deli
- PRemikanje zraka pri NOTAR
- MD 900